# Вулиця Гартмана Вітвера
Вулиця Ві́твера — вулиця у Личаківському районі міста Львів, у місцевості Личаків. Сполучає вулиці Личаківську та Пекарську. Прилучається вулиця Різьбярська.

## Історія
Вулиця виникла наприкінці XVII — на початку XVIII століття, на місці шляху, що проходив паралельно до лінії міських бастіонних фортифікацій, споруджених у 1670—1690 роках. Приблизно у першій половині XVIII століття почалася забудова вулиці, і вже на плані Львова 1766 року видно, що частково забудовано парний бік вулиці.
Не пізніше 1844 року вулиця отримала назву Глинянська Вища, а у 1871 році — Скшинського, на честь львівського шляхтича та мецената Вінцента Заремби-Скшинського, який у 1851 році збудував Галицький притулок для сліпих дітей (сучасна адреса — вулиця Личаківська, 37). Цю назву вулиця зберегла і під час німецької окупації. За радянських часів, у жовтні 1945 року вулицю було тимчасово перейменовано на вулицю Голубєва, на честь радянського військового льотчика-штурмовика, двічі Героя Радянського Союзу, майора Віктора Голубєва, але вже у грудні того ж року повернено передвоєнну назву. У 1946 році вулиця отримала назву Шапошникова, на честь маршала Радянського Союзу Бориса Шапошникова. Сучасна назва — від 1991 року, на честь львівського скульптора Гартмана Вітвера.

## Забудова
В архітектурному ансамблі вулиці Вітвера переважають кам'яниці кінця XIX століття. З-поміж них виділяються три пам'ятки архітектури — будинки № 8, № 10 та № 12.
№ 8 — прибутковий будинок зведений у 1920-х роках. Триповерхова будівля має несиметричний фасад з виступаючими еркерами, декорований в еклектичному стилі. Вхідна брама розташована ліворуч від центральної осі та прикрашена півциркульним завершенням та стилізованим рослинним орнаментом. Еркери прикрашені декоративними маскаронами у вигляді голівок-«путті», у покрівлі влаштовано стрихові вікна. В інтер'єрі будинку збереглися автентичні сходи з литою металевою балюстрадою.
№ 10 — зведено на початку XX століття. Тут за польських часів містилася лазня Сербенського, нині — хостел «Острів».
№ 12 — прибутковий будинок зведений близько 1910 року у стилі пізньої сецесії. Будинок триповерховий, має семивіконний фасад. Особливістю будинку є рослинний орнамент на опуклій рустиці першого поверху. На другому поверсі розташовано балкон з металевою орнаментованою балюстрадою. Вікна третього поверху прикрашені стилізованими гірляндами. Вхідна брама розташована ліворуч від центральної осі. Будинок має внутрішнє подвір'я, куди виходять балкони-галереї другого та третього поверхів.
На вулицю Вітвера бічним фасадом виходить кам'яниця, що має адресу вулиця Личаківська, 16. В ніші бічного фасаду міститься фігура Святого Йосифа з Дитятком Ісусом (скульптор Броніслав Солтис).

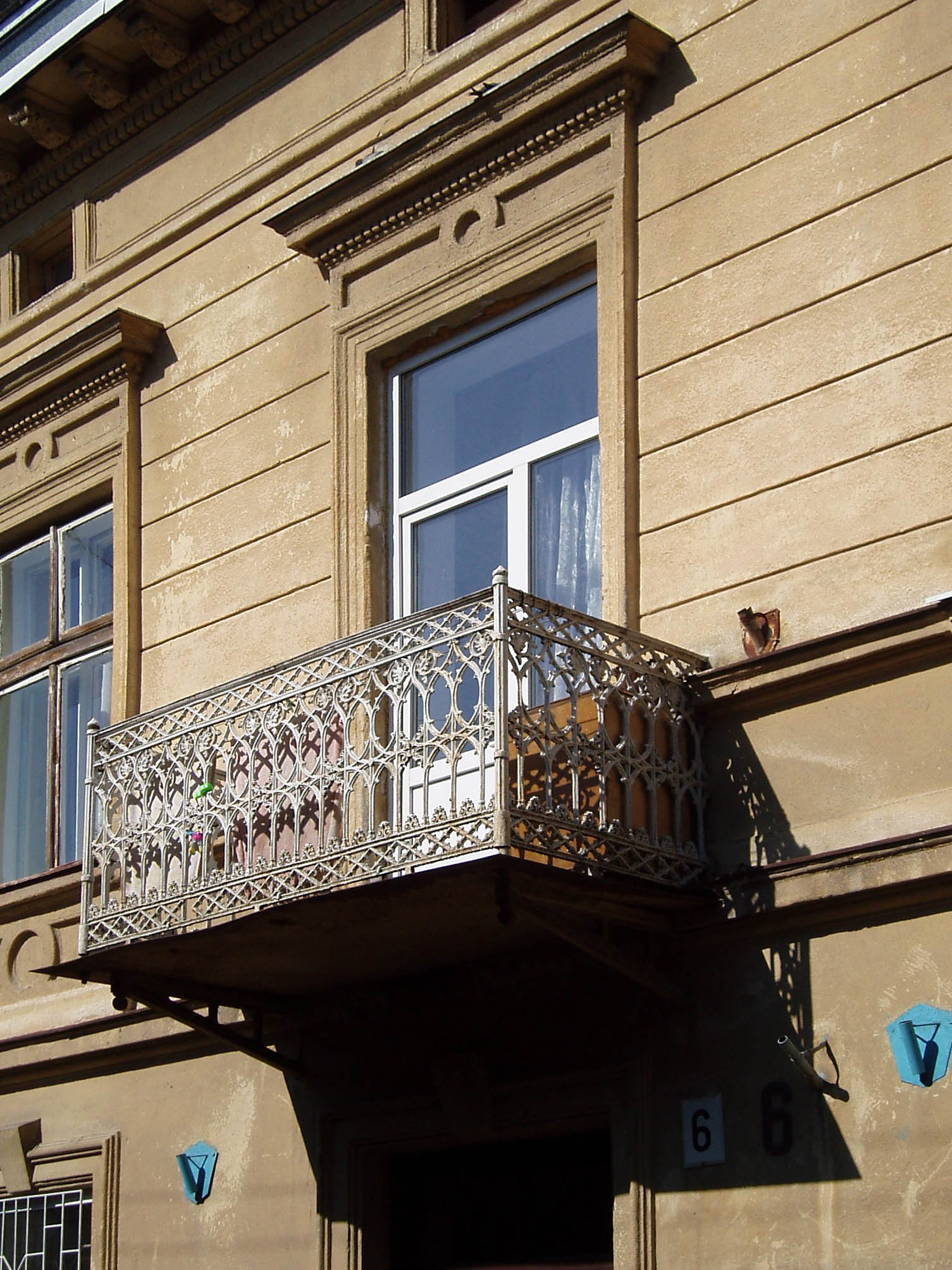
Балкон будинку № 6
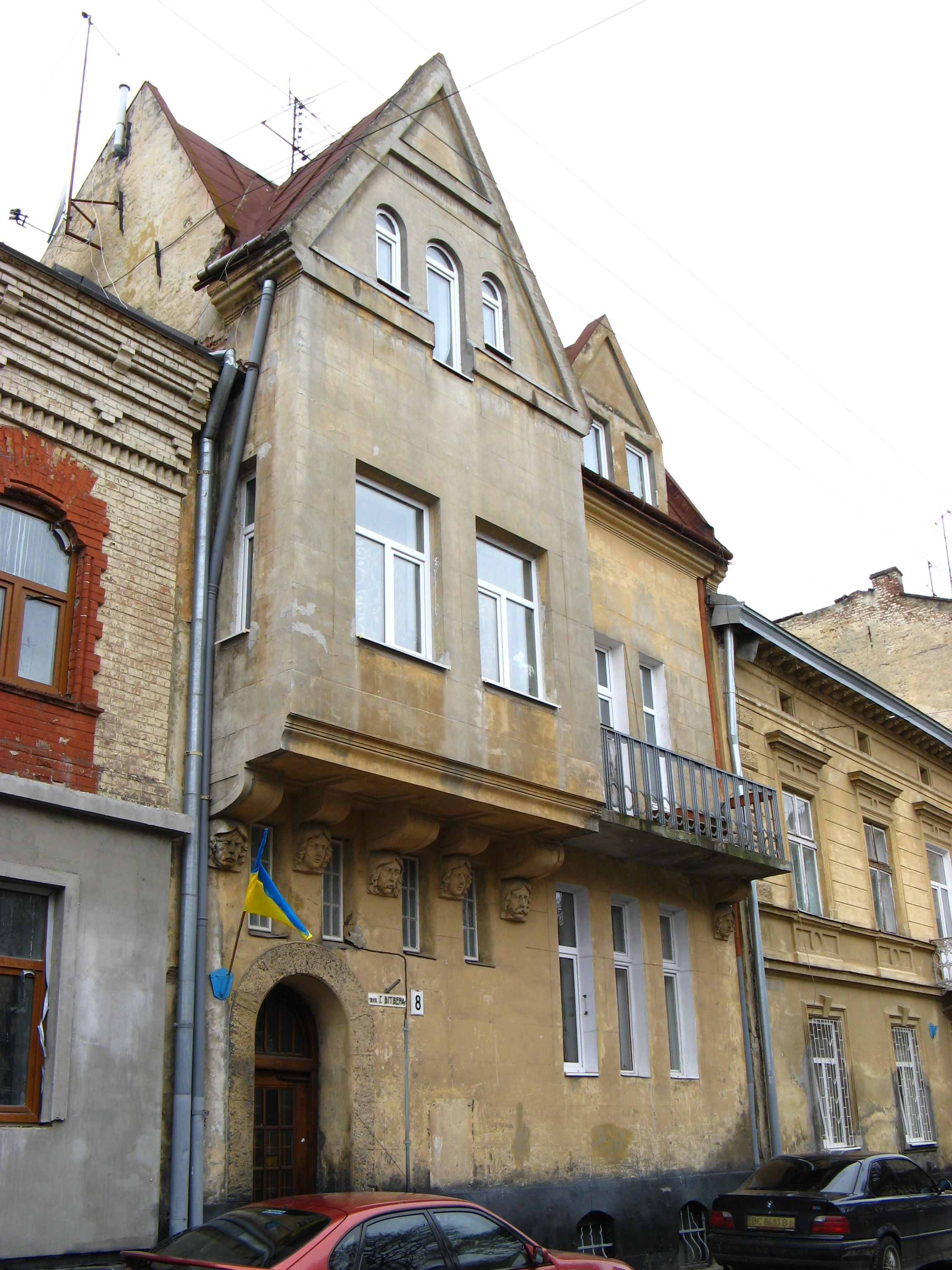
Будинок № 8
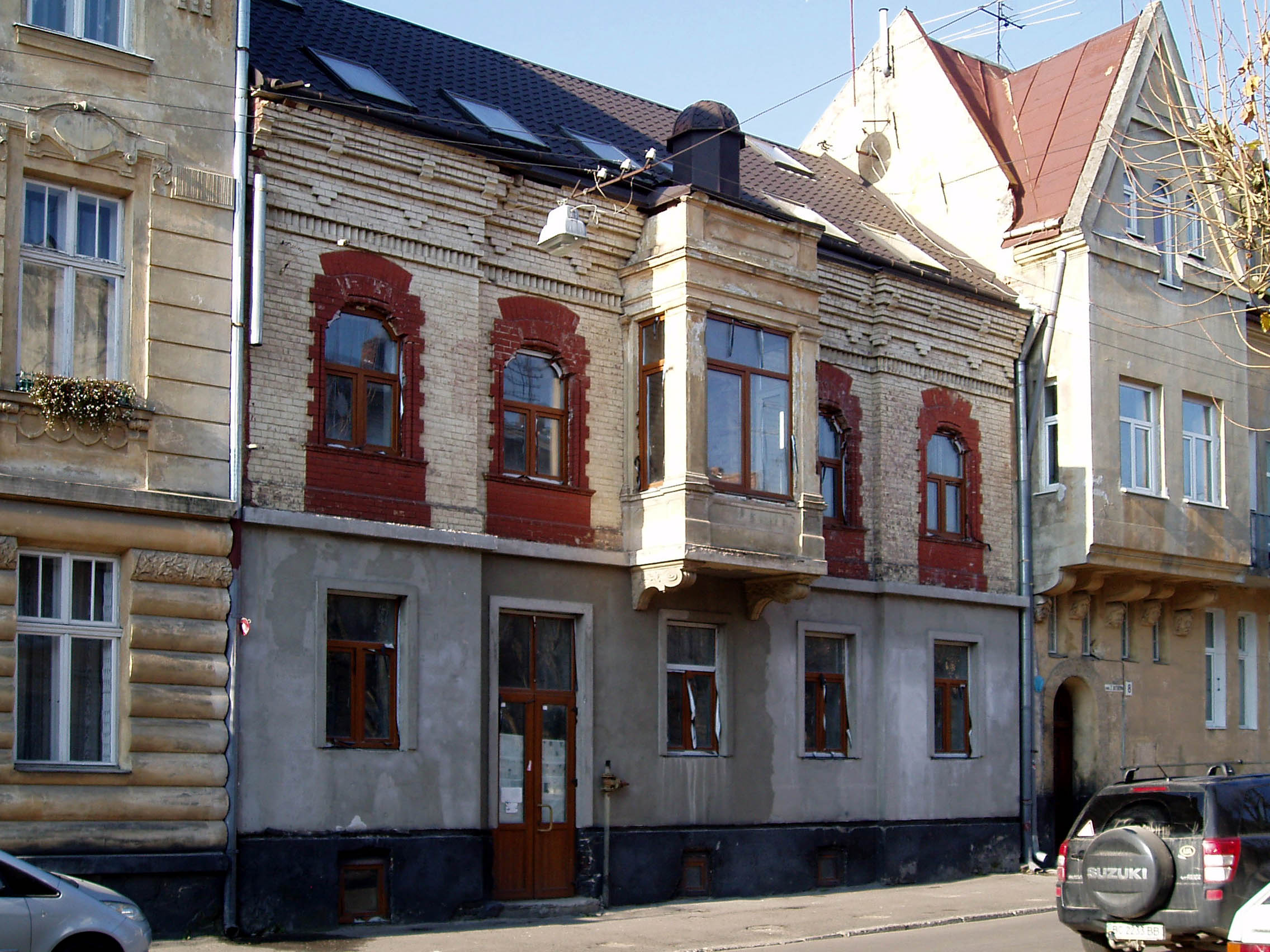
Будинок № 10
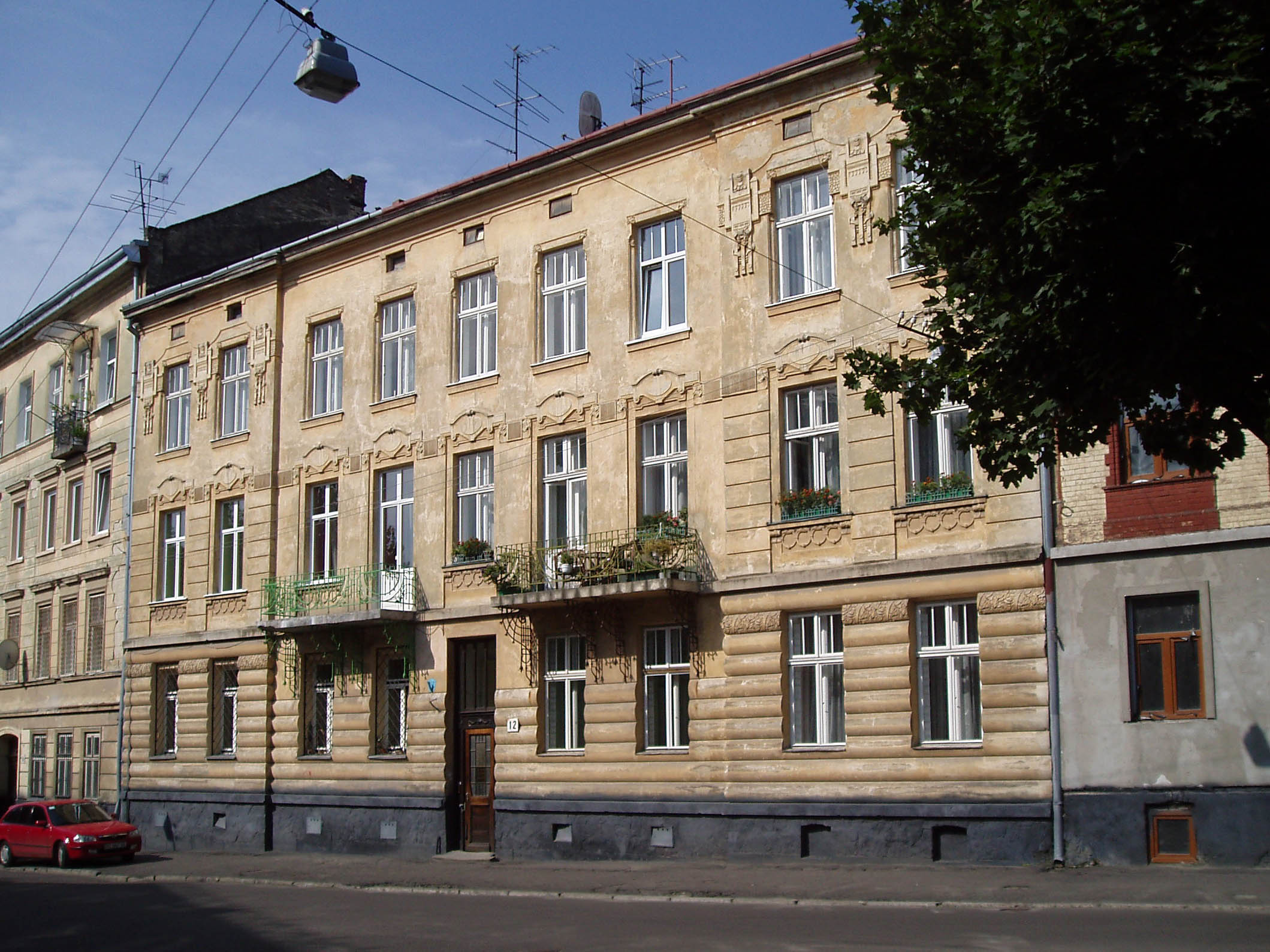
Будинок № 12